# Aleš Kokot
Aleš Kokot, slovenski nogometaš, * 23. november 1979, Šempeter pri Gorici.

## Klubska kariera
Kokot je profesionalno nogometno pot začel v klubu ND Gorica, kjer je igral osem sezon. Leta 2005 je prestopil v nemški klub SpVgg Greuther Fürth, nato pa leta 2007 v SV Wehen. Po 2 letih igranja v Nemčiji se je vrnil nazaj in podpisal za Interblock. Po Interblocku je prestopil v madžarskega prvoligaša Kecskeméti TE.

## Dosežki

#### ND Gorica
- Prva slovenska nogometna liga: 2003-04, 2004-05

- Podprvak: 1999-00

- Slovenski nogometni pokal: 2000-01, 2001-02

- Drugo mesto: 2004-05